# Pilematechinus
Pilematechinus is een geslacht van zee-egels uit de familie Urechinidae.

## Soorten
- Pilematechinus belyaevi Mironov, 1975
- Pilematechinus rathbuni (A. Agassiz, 1898)
- Pilematechinus vesica (A. Agassiz, 1879)